# Середньочеський кубок з футболу 1918
Середньочеський кубок 1918 (чеськ. Stredoceský Pohár 1918) — перший розіграш футбольного кубку Середньої Чехії. Переможцем змагань став клуб «Спарта» (Прага)

## 1/4 фіналу
27.10.
- «Славія» — СК «Дейвиці» — 8:0 (Бєлка-3, Лоос-3, Ванік)[2]
- «Спарта» (Прага) — «Метеор Виногради» — 4:2
- «Вікторія» Жижков — «Колін» — 1:3
- «Уніон» Жижков — «Чехія VIII» — 1:0

## 1/2 фіналу
- 3.11. «Славія» (Прага) — «Уніон» (Жижков) — 2:0
- 3.11. «Спарта» (Прага) — «Колін» — 1:0

## Фінал
| 10 листопада 1918 |

| «Славія» (Прага) | 1 — 4 | «Спарта»                        |
| ---------------- | ----- | ------------------------------- |
| Ванік 89'        | звіт  | 2' 28' Червений 36' 62' Тламіха |

| «Летна/Славія» (Прага) Глядачів: 12 000 Арбітр: Франтішек Цейнар |

«Славія»: Главачек — Раценбергер-Раца, Морвай — Р.Вальдгегер, Фіхта, Заїчек — Гаєк, В.Лоос, Бєлка, Ванік, Прошек. Тренер: Мадден
«Спарта»: Пейр, Янда, Поспішил, Пешек-Кадя, Фівебр, Коленатий, Червений, Седлачек, Пілат, Шифнер, Тламіха-Ада